# 泵引理
在可计算性理论中的形式语言理论中，泵引理（Pumping lemma）声称给定类的任何语言可以被“抽吸”并仍属于这个类。一个语言可以被抽吸，如果在这个语言中任何足够长的字符串可以分解成片段，其中某些可以任意重复来生成语言中更长的字符串。这些引理的证明典型的需要计数论证比如鸽笼原理。
两个最重要例子是正则语言的泵引理和上下文无关语言的泵引理。鄂登引理是另一种更强的上下文无关语言的泵引理。
这些引理可以用来确定特定语言不在给定语言类中。但是它们不能被用来确定一个语言在给定类中，因为满足引理是类成员关系的必要条件，但不是充分条件。
泵引理是1961年由 Y. Bar-Hillel、M. Perles 和 E. Shamir首次发表的。

## 正则語言的泵引理

### 定义
假设{\displaystyle L\subseteq \Sigma ^{*}}是正则语言，则存在整数{\displaystyle n\geq 1}，对任意字符串{\displaystyle w\in L}且{\displaystyle \left|w\right|\geq n}（n为泵长度，可理解为正则语言等效的极小化DFA的状态个数），可以将{\displaystyle w}写成{\displaystyle w=xyz}的形式，使得以下说法成立：
1. {\displaystyle \left|xy\right|\leq n}，
2. {\displaystyle \left|y\right|\geq 1}，
3. {\displaystyle \forall k\geq 0:xy^{k}z\in L}。

### 正确性的证明
- 因为L是正则语言，所以存在一个与之等价的确定有限状态自动机，
- 假设n是这个确定有限状态自动机中状态的数量，
- 假设{\displaystyle w\in L}和{\displaystyle \left|w\right|\geq n}
- 在这个自动机读入w的前n个字符后一定有一个状态达到过两次，
- 也就是说对于其中一种w的分解方式w=xyz有{\displaystyle \delta ^{*}\left(s,x\right)=\delta ^{*}\left(s,xy\right)}
- 因此对于所有的{\displaystyle k\geq 0}都有{\displaystyle \delta ^{*}(s,xyz)\in L\leftrightarrow \delta ^{*}(s,xy^{k}z)\in L}

### 應用
通过泵引理可以用反證法證明L不是正则語言。证明的时候需要注意以下几点：
1. 假设要证明的语言为正则语言
2. {\displaystyle n}是未知的
3. {\displaystyle w}可以在满足{\displaystyle w\in L}和{\displaystyle \left|w\right|\geq n}的条件下自由选择
4. {\displaystyle x,y,z}也是未知的
5. 找到一个{\displaystyle k}，使得{\displaystyle xy^{k}z\notin L}，也就是说和泵引理的第三条矛盾

一个证明L不是正则语言的例子
- 证明{\displaystyle L_{01}=\{0^{n}1^{n}|n\geq 1\}}不是正则语言
  - 假设{\displaystyle L_{01}}是正则语言，令n為泵引理常數
  - 选择{\displaystyle w=0^{n}1^{n}\in L}，则{\displaystyle \left|w\right|\geq n}
  - 于是存在{\displaystyle x,y,z}使得{\displaystyle w=xyz}满足条件{\displaystyle \left|xy\right|\leq n}，{\displaystyle \left|y\right|\geq 1}，{\displaystyle \forall k\geq 0:xy^{k}z\in L_{01}}。
  - 因为{\displaystyle \left|xy\right|\leq n}且，{\displaystyle \left|y\right|\geq 1}所以{\displaystyle y}中不包含{\displaystyle 1}但最少有一个{\displaystyle 0}
  - 当{\displaystyle k=0}的时候，{\displaystyle xy^{k}z=xy^{0}z=xz}，{\displaystyle xz}中{\displaystyle 1}的数量比{\displaystyle 0}多，所以{\displaystyle xz\notin L_{01}}
  - 与泵引理的第三条矛盾，因此{\displaystyle L_{01}}不是正则语言

### 普遍化的泵引理[2]
并不是所有满足泵引理的语言都是正则语言。{\displaystyle L=\{a^{m}b^{n}c^{n}|m,n\geq 1\}\cup \{b^{m}c^{n}|m,n\geq 0\}}就是这样的一个例子，它虽然满足泵引理，但并不是正则语言。Jeffrey Jaffe发展出了一个普遍化的泵引理，使它可以证明一个语言是正则语言。它的描述如下：
- 一个语言{\displaystyle L\subseteq \Sigma ^{*}}是正则语言，当且仅当存在一个自然数{\displaystyle n\in \mathbb {N} }，使得任意字符串{\displaystyle w\in \Sigma ^{*}}可以通过至少一种方式被写成{\displaystyle w=xyz}的形式时，以下说法成立：
  -     1. {\displaystyle \left|xy\right|\leq n}，
    2. {\displaystyle \left|y\right|\geq 1}，
    3. {\displaystyle \forall k\geq 0}，{\displaystyle \forall v\in \Sigma ^{*}:xyzv\in L\leftrightarrow xy^{k}zv\in L}。

一个可行的用于判断一个语言是否为正则语言的方法，可以参见迈希尔－尼罗德定理。一般来说证明一个语言是正则的，可以通过对该语言构造一个有限状态机或正则表达式来实现。

## 上下文無關語言的泵引理

### 定義
若 L 是上下文無關語言，則存在一常數 n > 0 使得語言 L 中每個字串 w 的長度 |w| ≧ n，而當 w = uvxyz 時：
1. |vxy| ≦ n，
2. |vy| ≧ 1，且
3. 對所有的 k ≧ 0，字串 uvkxykz 屬於 L 。

### 應用
透過泵引理以反證法證明 L 不是上下文無關語言。
- {\displaystyle L=\{a^{n}b^{n}c^{n}|n\geq 1\}} 或 {\displaystyle L=\{a^{i}b^{i}c^{i}|i\geq 0\}} 或 {\displaystyle L=\{a^{i}b^{i}c^{i}|i\geq 2\}}，換句話說，L 就是包含 {\displaystyle a^{*}b^{*}c^{*}} 所有字串且 a、b、c 三者數目相同的語言。
  - 令 n 為泵引理常數，{\displaystyle w=a^{n}b^{n}c^{n}} 屬於 L，w = uvxyz，而 |vxy| ≤ n，|vy| ≥ 1，則 vxy 不可能同時包含 a 與 c。
    1. 當 vxy 不包含 a 時，vy 只可能包含 b 或 c，則 uxz 包含 n 個 a 及不到 n 個的 b 或 c，使得 uxz 不屬於 L。
    2. 當 vxy 不包含 c 時，uxz 會包含 n 個 c 及不到 n 個的 a 或 b，使得 uxz 不屬於 L。

  - 因此，無論是上述何種狀況，L 都不會是上下文無關語言。

- {\displaystyle L=\{a^{i}b^{j}|j=i^{2}\}}
  - 令 n 為泵引理常數，{\displaystyle w=a^{n}b^{n^{2}}}，w = uvxyz，而 |vxy| ≤ n，|vy| ≥ 1
    1. 若 vxy 只包含 a，則 uxz 會包含不到 n 個 a 及 {\displaystyle n^{2}} 個 b，不屬於 L；
    2. 若 vxy 只包含 b，則 uxz 會包含 n 個 a 及不到 {\displaystyle n^{2}} 個 b，不屬於 L；
    3. 若 vxy 裡有 a 也有 b，
      1. 若 v 或 y 包含 a 與 b，{\displaystyle uv^{2}xy^{2}z} 不在 {\displaystyle \{a^{i}b^{j}\}} 裡；
      2. 若 v 只包含 l 個 a，且 y 只包含 m 個 b，{\displaystyle uv^{1+k}xy^{1+k}z} 會包含 n + lk 個 a 與 {\displaystyle n^{2}+mk} 個 b，由於兩者都是線性成長，不可能永遠滿足 {\displaystyle \{a^{i}b^{j}|j=i^{2}\}} 的條件，不屬於 L。

  - 因此，無論是上述何種狀況，L 都不會是上下文無關語言。

- {\displaystyle L=\{ww|w\in \{0,1\}^{*}\}}
  - 令 n 為泵引理常數，{\displaystyle w=0^{n}1^{n}0^{n}1^{n}} 屬於 L，w = uvxyz，而 |vxy| ≤ n，则 vxy 必然为 {\displaystyle 0^{i}1^{j}} 或{\displaystyle 1^{j}0^{i}}形式（此处有{\displaystyle i,j\in \mathbb {N} ,i+j\neq 0}）。即 vxy无法同时包含前后两组0，也无法同时包含前后两组1。将uvxyz转变成uxz必然导致前后两组0或两组1的数目产生差异。使得uxz不再满足ww形式。亦即uxz不属于L。
  - 因此，L 都不會是上下文無關語言。

- {\displaystyle L=\{x^{i}y^{j}z^{k}|i\neq j\;and\;j\neq k\}}
- {\displaystyle L=\{b^{n}a^{2n}b^{n}|n\geq 0\}}
- {\displaystyle L=\{a^{n}b^{m}c^{m}|n,m\geq 0\}}

## 引用
1. ↑  Y. Bar-Hillel, M. Perles, E. Shamir, "On formal properties of simple phrase structure grammars", Zeitschrift für Phonetik, Sprachweissenshaft und Kommunikationsforschung 14 (1961) pp. 143-172.
2. ↑  Jeffery Jaffe: A necessary and sufficient pumping lemma for regular languages （页面存档备份，存于）

- Michael Sipser. . PWS Publishing. 1997. ISBN 978-0-534-94728-6. Section 1.4: Nonregular Languages, pp.77–83. Section 2.3: Non-context-free Languages, pp.115–119.